# Hexanitrato de manitol

El hexanitrato de manitol o nitromanita es un compuesto químico del grupo de los éster es del ácido nítrico. Es un explosivo raramente utilizado, se puede utilizar como explosivos de iniciación puede ser utilizado como una carga principal. Debido a su baja estabilidad , en Europa no se utiliza debido a que puede ser sustituido por otros explosivos más estables. Sólo en lod Estados Unidos ha adquirido una cierta importancia como carga de detonador. Se puede estabilizar con carbonato de amonio pero debe estar completamente libre de ácido, de lo contrario detona espontáneamente.

## Síntesis
Es por la esterificación de manitol con ácido nítrico. Para este propósito, el manitol en frío se mezcla con ácido nítrico concentrada y luego precipita con de ácido sulfúrico concentrado. Se desaconseja la producción en laboratorios sin mediads de seguridad debido a su baja estabilidad. Incluso a una temperatura de la mezcla de 18 °C. existe la amenaza de explosión.

## Propiedades
El hexanitrato de manitol forma agujas cristalinas incoloros, que funden a 112 a 113 °C. La entalpía estándar ΔfH0sólido= -708,8 kJ · mol-1, la entalpía de combustión ΔcH0sólido = -2936 kJ mol-1.

### Características de la explosión
Indicadores importantes de la explosión son:
- Entalpía de la explosión: 5928 kJ · kg-1 (H2O (g))
- Velocidad de detonación: 8260 m · s-1 a una densidad de 1,73 g · cm -3
- Volumen de los gases de explosión: 755 l · kg-1
- Energía específica: 1087 kJ · kg-1
- Temperatura de deflagración: 185 °C
- Ensayo de Trauzl: 51 cm³ / 10 g
- Sensibilidad al impacto: 0,8 N · m

## Uso
Además de su uso como un explosivo se utiliza en medicina como un vasodilatador en el tratamiento de la angina de pecho.